# Baldone
Baldone je město v Lotyšsku a správní centrum stejnojmenného kraje. Žije zde přibližně 3 700 obyvatel.